# Wāʿiẓ
Ein Wāʿiẓ, (arabisch واعظ ‚(Mahnender) Prediger‘) auf Türkisch auch Vaiz, ist die ab dem 10. Jahrhundert entstandene Bezeichnung für einen islamischen Prediger.

## Etymologie
Das Wort wird abgeleitet von der arabischen Wurzel w-ʿ-ẓ, die ihrerseits mit der hebräischen Wurzel y-ʿ-ṣ verwandt ist, wo das Wort ’’yoʿeṣ’’ den Berater eines Königs, meist in weltlichen Angelegenheiten, bezeichnet; der religiöse Charakter fehlt dort jedoch gänzlich. In der arabischen Sprache bedeuten die Wörter waʿẓ وَعْظ, mauʿiẓa مَوْعِظَة und
ʿiẓa عِظَة  so viel wie Warnung,Predigt Paränese‘. Sofern diese Begriffe im Koran Verwendung finden, ist damit immer eine Ermahnung gemeint, zum Beispiel:

«قَالَ يَـٰنُوحُ إِنَّهُۥ لَيْسَ مِنْ أَهْلِكَ ۖ إِنَّهُۥ عَمَلٌ غَيْرُ صَـٰلِحٍ ۖ فَلَا تَسْـَٔلْنِ مَا لَيْسَ لَكَ بِهِۦ عِلْمٌ ۖ إِنِّىٓ أَعِظُكَ أَن تَكُونَ مِنَ ٱلْجَـٰهِلِينَ»

„Gott (w. Er) sagte: Noah! (Nein!) Er gehört nicht zu deiner Familie. Das (d.h. dass du dich bei mir für ihn einsetzt) ist nicht recht gehandelt. Bitte mich nicht um etwas, worüber du kein Wissen hast! Ich ermahne dich: Sei doch kein Tor!“

«قُلْ إِنَّمَآ أَعِظُكُم بِوَٰحِدَةٍ ۖ أَن تَقُومُوا۟ لِلَّهِ مَثْنَىٰ وَفُرَٰدَىٰ ثُمَّ تَتَفَكَّرُوا۟ ۚ مَا بِصَاحِبِكُم مِّن جِنَّةٍ ۚ إِنْ هُوَ إِلَّا نَذِيرٌ لَّكُم بَيْنَ يَدَىْ عَذَابٍ شَدِيدٍ»

„Sag: Ich ermahne euch zu einem allein: Tretet zu zweit oder einzeln vor Gott und denkt hierauf nach! Euer Landsmann (d.h. Mohammed) ist (doch) nicht besessen (w. hat keinen Dschinn (in sich)). Er ist nichts als einer, der euch vor einer schweren Strafe warnt.“

## Aufgaben
Im Gegensatz zum Chatib, dessen Aufgabe darin besteht, im Rahmen des Freitagsgebets eine Predigt zu halten, konnte ein Wāʿiẓ zu jede Zeit und an jedem Ort tätig werden. Versammlungen, in denen solche (ermahnenden) Reden gehalten wurden, nannte man ’’madschlis al-waʿẓ’’ oder auch ’’madschlis al-dhikr’’ (das Wort Dhikr, dass sich von der Wurzel dh-k-r ableitet, hat eine ähnliche Bedeutung, jedoch ist bei diesem Wort der Bezug zur Ermahnung schwächer ausgeprägt).
Die Anwesenheit eines wā‘iẓ, der oft einen Stock haltend auf einem Stuhl saß, zog vielfach große Massen an, auch die Herrschenden nahmen an solchen Veranstaltungen teil, jedoch waren die Ansprachen immer an die Allgemeinheit adressiert. Ab dem 11. Jahrhundert wurden die Aufgaben des Wāʿiẓ institutionalisiert. Nizām al-Mulk führte dies erstmals an der Nizāmīya in Bagdad ein. Gerade dort wurden das Amt und die Würde des wāʿiẓ oft im Konflikt zwischen unterschiedlichen Schulen oder Anschauungen instrumentalisiert.
Themen der Predigten waren oft die Gefahren des weltlichen Lebens, die Bedrohung durch den Tod oder die Schwäche der Seele; diese Ermahnungen sollten zur Selbstreflexion und zur Selbstermahnung anregen. Kritisiert wurde die oft exzessive Nutzung von Poesie in solchen Predigten neben den kanonischen islamischen Quellen (Koran und Ahadith). Die Predigten, genannt auch als ʿiẓa (عظة), sind oft in der literarischen Gattung der Reimprosa gehalten und auch schriftlich überliefert worden.

## Mauʾiẓa / ʾIẓa in der außerkoranischen Literatur
Die außerkoranische Literatur, vor allem die Ḥadīth-Sammlungen mit Ermahnungen des Propheten an seine Zeitgenossen, ferner persönliche Schriften von bekannten Vertretern der Gelehrsamkeit und der Askese sind der Gattung der Paränese (mauʿiẓa;ʿiẓa) zuzuordnen.
Ermahnungen des Propheten, die religiösen Pflichten stets zu erfüllen, sind in mehreren Kapiteln der „sechs Bücher“ in Form von Ḥadīthen als seine Aussagen überliefert
- Al-Buchārī zitiert in seinem Ǧāmiʿ aṣ-Ṣaḥīḥ, im Kapitel unter dem Titel:  „die Ermahnung (ʿiẓa) des Vorbeters (Imām) an die Menschen, sich an die Vollständigkeit des Gebets und an die Einhaltung der Gebetsrichtung (dhikr al-qibla) zu halten“, folgenden Prophetenspruch:

„seht ihr hier meine Gebetsrichtung? Weder eure Demut noch eure Verbeugung (rukūʿ) bleiben mir verborgen, denn ich sehe euch (sogar) hinter meinem Rücken.“
- Ebenfalls al-Buchārī berichtet, dass der Prophet anlässlich des Opferfestes und des Fiṭr auf dem Gebetsplatz (al-muṣallā) die Menschen ermahnte, (waʿaẓa) und ihnen befahl, (amara) ṣadaqa zu spenden.[7] Eine Variante überliefert auch Muslim b. al-Ḥaǧǧāǧ[8] hier soll der Prophet vor allem die Frauen ermahnt und sie nachdrücklich an ihre Pflichten erinnert haben (waʿaẓahunna wa-ḏakkarahunna), mit der Ergänzung: „die meisten von euch sind Brennholz in der Hölle“.

- Der Prophetengefährte Abū Masʿūd (gest. gegen 640)[9] berichtet über eine erwähnenswerte Episode aus dem Kreis des Propheten, die später al-Buchārī in seinem Ǧāmiʿ aṣ-ṣaḥīḥ[10] überliefert. Dort heißt es:

„Ein Mann sagte zum Propheten: Bei Gott, Gesandter Gottes, ich verspäte mich am Morgengebet, weil jemand uns lange aufhält.“
Ich habe den Gesandten Gottes in keiner Mauẓiʿa so erzürnt gesehen wie damals. Dann sagte er (der Prophet): „unter euch verkürzen manche das Gebet“. Dann sprach er: „wer auch immer das Gebet leitet, (wörtlich: mit den Menschen betet) möge während seines Gebets entspannt sein“, „denn unter (den Betenden) gibt es Gebrechliche, Alte und Bedürftige.“ Die Mahnung richtet sich hier unmittelbar an den Imām, der in seiner Funktion der Gemeinde vorsteht.
- Eines der ältesten Zeugnisse der literarisch überlieferten Gattung der Paränese (ʿiẓa; auch waʿẓ) ist am Ende des Kitāb al-ʿilm des ägyptischen Traditionariers ʿAbdallāh ibn Wahb (gest. 812)[12] in einem Umfang von 55 Zeilen als Anhang zum Werk erhalten. Allerdings hat der Herausgeber des Werkes keinen der wertvollen Nachträge in seiner Edition publiziert.

Gemäß den Faksimiles der benutzten Originalhandschrift handelt es sich dabei um Zusätze unterschiedlichen Inhalts aus Gelehrtenkreisen in Qairawān, die der Kopist des genannten Werkes in der zweiten Hälfte des 9. Jahrhunderts dem Heft (ǧuzʾ) hinzugefügt hatte. Der erste Nachtrag wird auf den Neffen des Prophetengefährten Ibn Masʿūd, ʿAun b. ʿAbdallāh b. ʿUtba b. Masʿūd (gest. zwischen  728-738) zurückgeführt. Er richtete an seinen Sohn in Form der Paränese Ermahnungen und eine Reihe von guten Ratschlägen und Lebensweisheiten. Er beschreibt  dabei, wie ein aufrichtiger und frommer Muslim in seinem Alltag, im Umgang mit Andersdenkenden und in verschiedenen Lebenssituationen  sich zu verhalten hat.
Diesen Text kannte auch Abū Nuʿaim al-Iṣfahānī (geb. 948; gest. 1038) in einer wesentlich längeren Variante und verarbeitete ihn in der Biographie von ʿAun b. ʿAbdallāh b. ʿUtba in seinem Ḥilyat al-awliyāʾ auf drei Druckseiten. Die zusätzlichen Passagen gehen in Inhalt und Wortwahl mit der alten Variante weitgehend konform. Die  Überlieferungslinie von Abū Nuʿaim führt auf Gelehrtenkreise in Churasān im späten 8. Jahrhundert  zurück, in deren Mittelpunkt der damals renommierte Hadīthgelehrte al-Ḥasan b. Sufyān (gest. 915) mit seinem Schülerkreis stand.
Ibn Abī Schaiba (gest. 849) scheint dagegen nur ein kleines Bruchstück des Textes nach einem Anonymus bekannt gewesen zu sein, der seinem Sohn in ähnlicher Wortwahl geschrieben haben soll. Dieses Bruchstück ergänzt dann Sufyān ibn ʿUyayna lediglich mit einem kurzen Satz.
- Einer der bekanntesten Asketen in Qairawān war Ismāʿīl b. Rabāḥ. Er starb im März 828 nach der Pilgerfahrt bei einem Schiffsunglück auf der Rückreise im Roten Meer. Abū Bakr al-Mālikī (gest. im 11. Jahrhundert), der bekannte Chronist von Qairawān[18] hat Berichte über ihn in seinem biographischen Werk über die Gelehrten der Stadt bis 1061 zusammengefasst.[19] Der Stadtchronist von Qairawān Abū l-ʿArab at-Tamīmī (gest. 945) berichtet über ihn, dass die an den Asketen gerichteten Fürbitten seiner Zeitgenossen durch seine Vermittlung Gott erfüllt haben soll. Er fügt aber kritisch hinzu: „ich weiß nicht, dass man von ihm Wissenschaft (ʿilm), bis auf seine Gottesverehrung und Tugenden, überliefert hat.“[20]

Er verfasste „schöne Predigten“ – so Abū Bakr al-Mālikī  – in denen er einige seiner Brüder aus dem Kreis junger Sufīs (min al-murīdīn) ermahnte. Eine alte Abschrift davon, die ein Schüler von Muḥammad b. Saḥnūn (geb. 817; gest. 869) angefertigt hatte, lag dem Verfasser des Riyāḍ an-nufūs vor. Daraus zitiert er auf drei Druckseiten „was überzeugend und bewegend ist für diejenigen, die Gott mit geistiger Reife auszeichnete“.
Zu Beginn heißt es: „Wie willst Du, mein Bruder, den Lohn des allmächtigen Gottes erlangen, obwohl Du weißt, dass Du Ihm den Gehorsam mehrfach verweigert und Dich Seinem Zorn ausgesetzt hast? Du wußtest doch, dass Er erzürnt ist gegen Seine Widersacher, Du (aber) nicht weißt, dass er gutmütig ist, während du bei Frauen (Deine) Unterkunft suchst..“
Mit Zitaten aus dem Koran – Sur. 57 (al-Ḥadīḍ), Vers 20, Sur. 51 (aḏ-Ḏāriyāt), Vers 15–18, Sur. 32 (as-Saǧda), Vers 17 und Sur. 21 (al-Anbiyāʾ) 90 – werden Bilder am Tage der Auferstehung entworfen und Anrufungen der Menschen an Gott um seine Milde und Barmherzigkeit beschrieben.
- Muḥammad b. Saḥnūn, war ein namhafter Vertreter der Mālikiya in Qairawān im 9. Jahrhundert. Er starb in 869 an der Ostküste des heutigen Tunesiens als murābiṭ. Seinen Leichnam hat man nach Qairawān überführt; das Totengebet sprach Abu Ibrahim Ahmad (regiert zwischen 875 und 902)[22]. Seine Nähe zum Herrscherhaus bestätigt auch seine an die Aghlabidenherrscher gerichtete Mauʿiẓa. Sie ist in der einzigen Überlieferung von Abū l-Qāsim al-Labīdī, ʿAbdarraḥmān b. Muḥammad (gest. 1048)[23], einem Schüler von Ibn Abī Zaid al-Qairawānī und Abū l-Ḥasan al-Qābisī erhalten, der noch das Original gesehen haben dürfte: „Ich sah eine Mauʿiẓa, die Muḥammad b. Saḥnūn „an  Aghlabidenherrscher“ geschrieben hatte.“ Durch seine Diktion ist das Schreiben durchgehend an eine Person gerichtet, die nicht identifiziert werden kann.

Seiner Form nach ist die Mauʿiẓa eindeutig als ein Privatbrief abgefaßt und beginnt, ohne den Adressaten namentlich zu erwähnen, mit dem Satzeinleitungspartikel ammā baʿdu fa-... als eine Art Überleitungsformel zum Thema des Schreibens:
„ich empfehle sowohl Dir als auch mir, Gott zu fürchten. Durch Gehorsam zu Ihm sind große, ruhmreiche  Dinge erreicht worden...“
„Man pflegte zu sagen: Die besten Gefährten und die wertvollsten Freunde sind diejenigen, die vom Irrweg auf den rechten Weg zurückführen und vor der Torheit warnen.“
Die Beschreibung des Jüngsten Gerichts in dieser oder in einer anderen Form ist von der Mauʿiẓa inhaltlich untrennbar. Hier spricht der Verfasser den Aghlabidenemir als den Inhaber des höchsten Amtes an:
„Dann wird Dir ein Buch aufgeschlagen, in dem Deine Taten so klein erscheinen werden wie Staub- und Senfkörnchen. Dann schaue, wie es Dir dabei geht. Dir ist ein großes Amt verliehen worden. Jeder der Schöpfung, Freund und Feind, hat Interesse an Dir. Befreie Dich von ihren Fesseln, damit Du die Welt mit Gerechtigkeit ausfüllst, wie es der allmächtige Gott Dir befohlen hat.“
Die Schrift endet mit dem üblichen Schlusssatz: „Friede mit Dir, die Barmherzigkeit Gottes und Sein Segen.“